# Thì hiện tại hoàn thành (tiếng Anh)
Thì hiện tại hoàn thành (tiếng Anh: Present perfect tense) là một thì trong tiếng Anh hiện đại.

## Cấu trúc
- Khẳng định (+): S + have/has + V-ed/V-3 ( Quá khứ phân từ )
- Phủ định (-): S + haven't/hasn't + V-ed/V-3
- Nghi vấn (?): Have/Has + S + V-ed/V-3 ?

How long + S + have/has + V-ed/V-3 ?
- Từ để hỏi (question words): Question Words + have/has + S + V-ed/PP ?

Chú ý
- I/you/we/they/Danh từ số nhiều + have
- He/she/It/Danh từ số ít + has

## Cách dùng và các ví dụ
Diễn tả hành động vừa mới xảy ra và hậu quả của nó vẫn còn ảnh hưởng đến hiện tại:
- I have (I've) broken my watch so I don't know what time it is. (Tôi đã làm vỡ cái đồng hồ của mình nên tôi không biết bây giờ là mấy giờ rồi.)
- They have cancelled the meeting (Họ đã hủy bỏ cuộc họp.)
- She has taken my copy. I don't have one. (Cô ấy đã cầm bản của tôi. Tôi không còn cái nào.)
- The sales team has doubled its turnover. (Phòng kinh doanh đã tăng doanh số bán hàng lên gấp đôi.)

Diễn tả hành động mới diễn ra gần đây. Chúng ta thường dùng các từ như 'just', 'already' hay 'yet':
- We've already talked about that. (Chúng ta đã nói về việc đó.)
- She hasn't arrived yet. (Cô ấy vẫn chưa đến.)
- I've just done it. (Tôi vừa làm việc đó.)
- They've already met. (Họ đã gặp nhau.)
- They haven't known yet. (Họ vẫn chưa biết.)
- Have you read the Science book yet? (Bạn đã đọc sách khoa học chưa?)
- Have you spoken to him yet ? (Anh đã nói chuyện với anh ta chưa ?)
- Have they got back to you yet ? (Họ đã nhắn lại cho anh chưa ?)

Diễn tả hành động xảy ra trong quá khứ nhưng vẫn còn tiếp diễn ở hiện tại. Với cách dùng này, chúng ta thường sử dụng 'since' hoặc 'for' để cho biết sự việc đã kéo dài bao lâu:
- I have been a teacher for more than ten years. (Tôi làm giáo viên đã hơn 10 năm.)
- We haven't seen Jennie since Friday. (Chúng tôi đã không gặp Jennie từ thứ Sáu.)
- How long have you been at this school ? (Anh công tác ở trường này bao lâu rồi ?)
- He has written three books and he is working on another book (Anh ấy đã viết được 3 cuốn sách và đang viết cuốn tiếp theo.)

Diễn tả sự trải nghiệm hay kinh nghiệm. Chúng ta thường dùng 'ever' và 'never' khi nói về kinh nghiệm:
- Have you ever been to Argentina ? (Anh đã từng đến Argentina chưa ?)
- I think I have seen that movie before. (Tôi nghĩ trước đây tôi đã xem bộ phim đó.)
- Has he ever talked to you about the problem ? (Anh ấy có nói với anh về vấn đề này chưa ?)
- I've never met Jim and Sally. (Tôi chưa bao giờ gặp Jim và Sally.)

Diễn tả hành động xảy ra và lặp lại nhiều lần trong quá khứ:
- We've been to Singapore a lot over the last few years. (Tôi đã đi Singapore rất nhiều lần trong những năm qua.)
- She's done this type of project many times before. (Cô ấy đã làm loại dự án này rất nhiều lần.)
- We've mentioned it to them on several occasions over the last six months. (Trong 6 tháng vừa rồi,, chúng tôi đã nhắc việc này với họ rất nhiều lần rồi.)
- The army has attacked that city five times. (Quân đội đã tấn công thành phố đó 5 lần.)
- I have had four quizzes and five tests so far this semester. (Tôi đã làm 4 bài kiểm tra và 5 bài thi trong học kỳ này.)
- She has talked to several specialists about her problem, but nobody knows why she is sick. (Bà ấy đã nói với nhiều chuyên gia về vấn đề của bà, nhưng chưa ai tìm ra được tác nhân khiến bà bị bệnh.)

## Dấu hiệu nhận biết
Thường đi sau các trạng từ như:
- since, for, for a long/several/many time, for ages, almost every day, this week, ever, never, just, already, so far, recently, lately, in the past week, in recent years, up to now, up to the present, until now
- Since + mốc thời gian: từ khi (mốc thời gian)
- For + khoảng thời gian: khoảng (khoảng thời gian)
- Several times: vài lần
- Many times: nhiều lần
- Up to now = until now = up to present = so far: cho đến bây giờ
- Ever: đã từng
- Never: chưa bao giờ (hoặc không bao giờ)
- Just: vừa rồi (dùng trong câu khẳng định)
- (Not) ... Yet: chưa (dùng trong câu phủ định hoặc câu nghi vấn)
- Vị trí của các trạng từ:
- Already; never; ever; just: sau HAVE/HAS và đứng trước động từ phân từ  II
- Already: cũng có thể đứng cuối câu
- Yet: đứng cuối câu
- So far; rencetly; lately; up to present; up to this moment; in/over + the past/last + thời gian: có thể đứng đầu hoặc cuối câu

Ví dụ: I have been to 7 countries in the world so far.
Thường dùng với cấu trúc so sánh hơn nhất
- It is the most + S + have/has + V-ed/P2

Thường đi với cấu trúc
- This is/It is the first time/second time/third time/... + S + have/has + V-ed/P2 (đây là lần thứ nhất/lần thứ hai/lần thứ ba/...)